# Regionalbahn
A Regionalbahn (szó szerint regionális vonat; rövidítve RB) a helyi személyvonatok egy típusa Németországban. Hasonló a szomszédos Ausztriában és Svájcban használt Regionalzug (R) és Regio (R) vonatkategóriákhoz.

## Szolgáltatások
A Regionalbahn vonatai általában egy adott vonal valamennyi állomásán megállnak, kivéve az RB vonatokat az S-Bahn-hálózaton belül - ezek csak egyes állomásokon állnak meg. Így a Regional-Express vonatok alatt állnak, amelyek rendszeresen csak az útvonaluk kiválasztott állomásain állnak meg.

## Üzemeltetők
Az RB vonatok a németországi szövetségi államok által kiadott koncesszió hatálya alá tartoznak; míg sok RB vonatot még mindig a DB Regio, a korábbi monopóliummal rendelkező Deutsche Bahn helyi közlekedési részlege üzemeltet, a koncesszió gyakran más vállalatokhoz kerül, mint például az Abellio Deutschland, az Eurobahn vagy a Transdev Germany.
Az alapvető helyi járatok esetében nem kötelező a Regionalbahn elnevezést használni; egyes magánvasút-üzemeltetők ezért saját nevüket használják vonataik jelölésére.

## Állomány
Az RB-járatok nagyon különböző típusú gördülőállományt használnak; a villamosított vonalakon emeletes kocsikat és villamos mozdonyokat vagy villamos motorvonatokat használhatnak, a dízelüzemű vonalakon pedig dízelmozdonyokat és dízel motorvonatokat vagy motorkocsikat.